# 永寧県 (保定市)
永寧県（えいねい-けん）は中華人民共和国河北省にかつて存在した県。現在の保定市清苑区及び満城区一帯に相当する。
南北朝時代、北魏により設置された。隋初に廃止されている。